# 시키다 다카요시
시키다 다카요시(일본어: 式田 高義, 1977년 11월 25일 ~ )는 일본의 전 축구 선수이다.

## 구단 경력
1996년 J1리그의 제프 유나이티드 이치하라에 입단했다. 1997년까지 20경기에 출전. 1999년 J2리그의 알비렉스 니가타로 이적했다. 2000년까지 36경기에 출전하여, 3득점을 넣었다. 2000년후 현역 은퇴.